# Picassoskulpturen i Kristinehamn

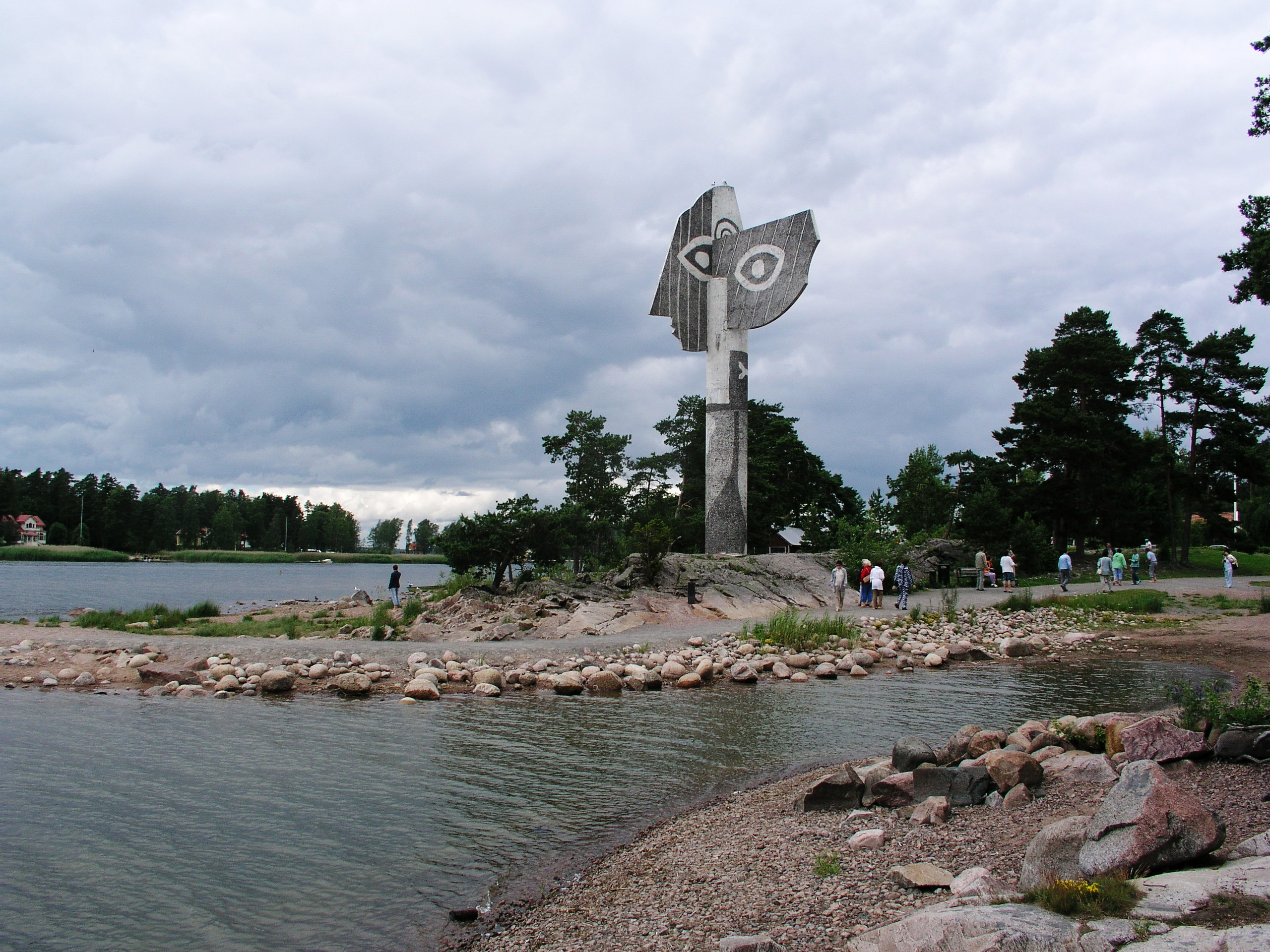
Picassoskulpturen i Kristinehamn

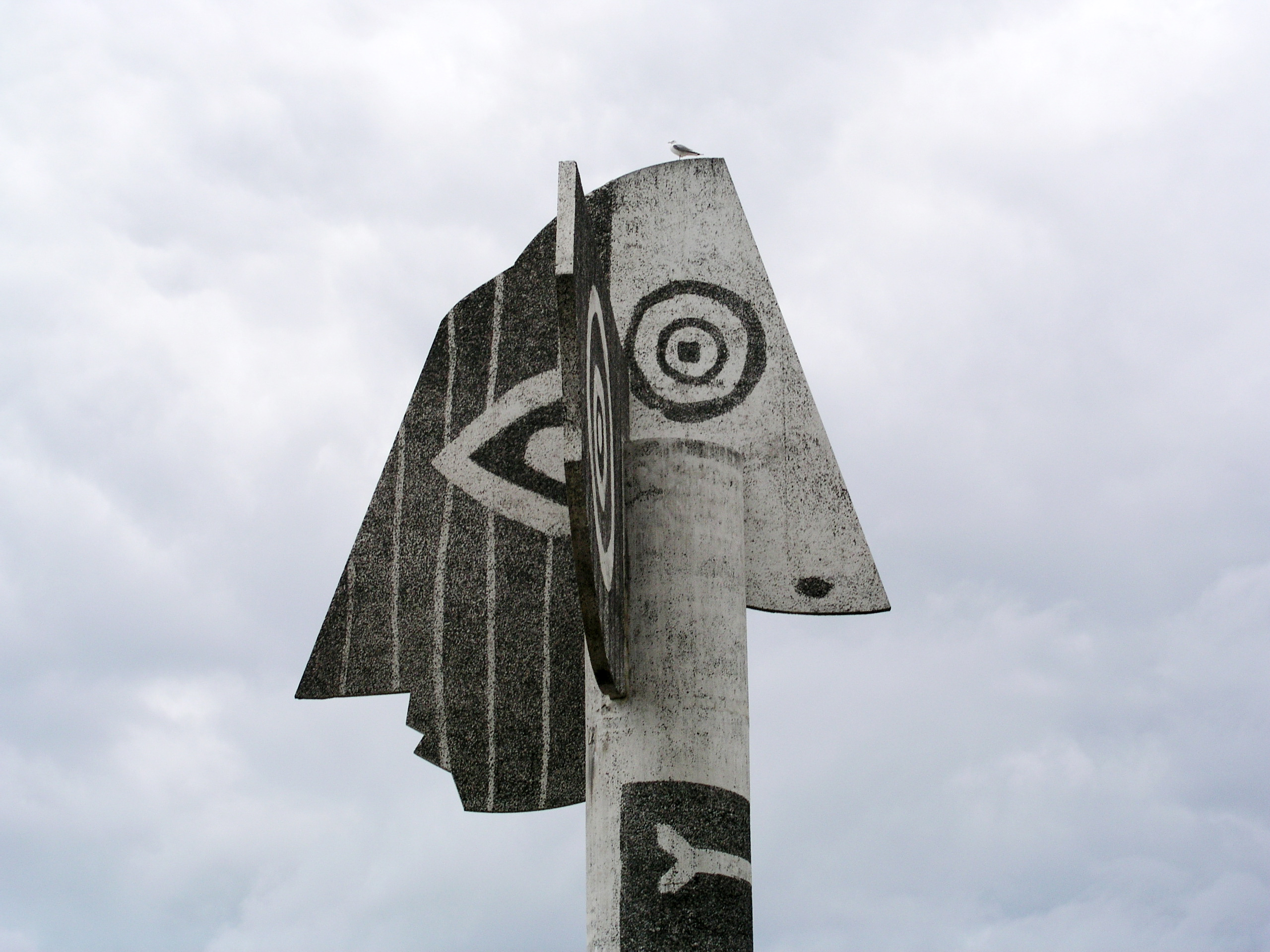
Skulpturens huvud

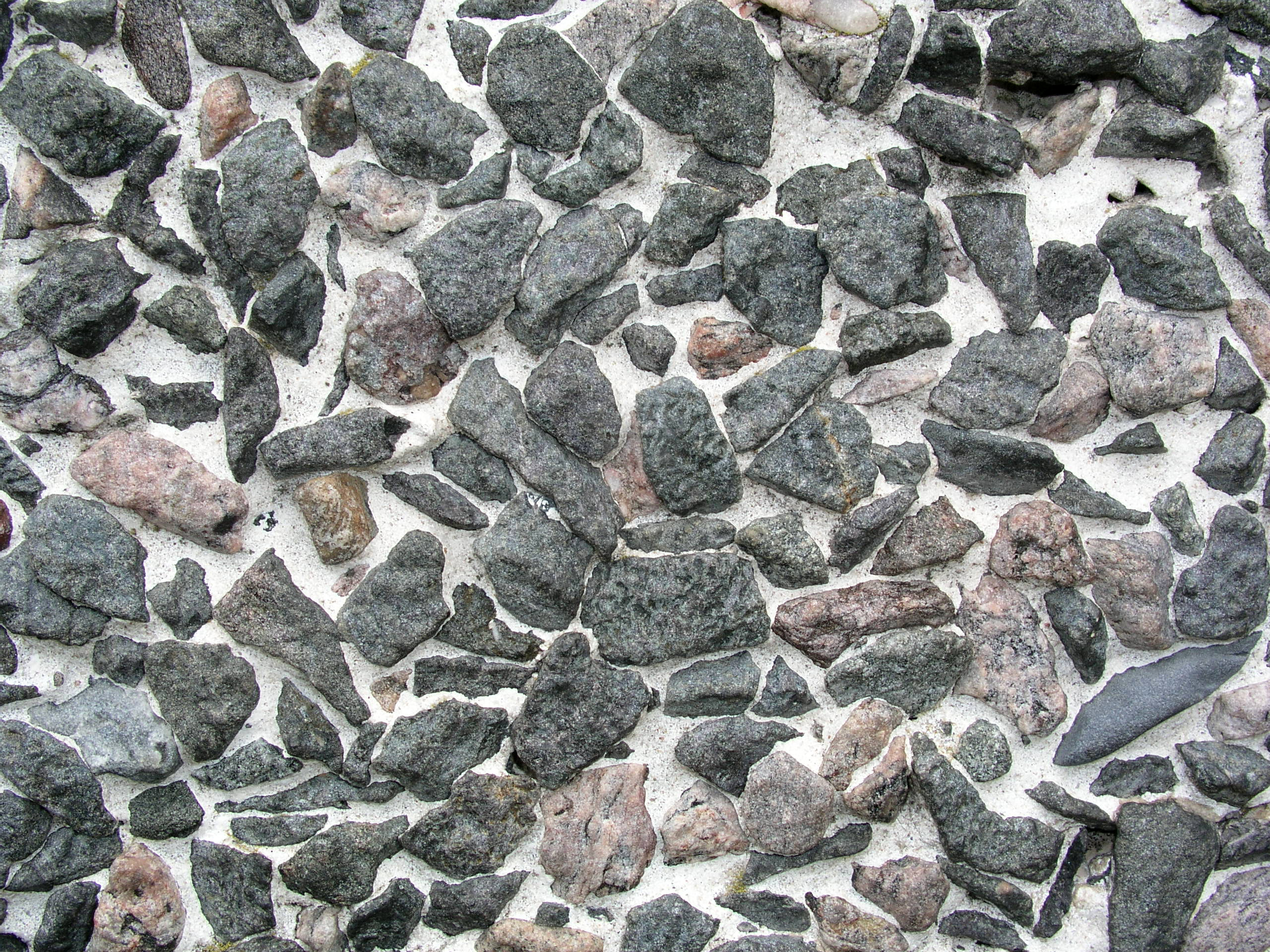
Skulpturens blästrade yta

Picassoskulpturen i Kristinehamn, ett kvinnohuvud föreställande Pablo Picassos hustru Jacqueline, är en 15 meter hög skulptur vid Vålösundet vid Vänern, i Kristinehamns skärgård, sju kilometer från Kristinehamns centrum.

## Historik
Skulpturen invigdes 1965 och är den första skulptur som gjordes av den norske konstnären Carl Nesjar efter en maquette av Pablo Picasso. Nesjar hade utvecklat betogravetekniken med ristning i naturbetong i ett samarbete med arkitekten Erling Viksjø under 1950-talet. Från 1957 samarbetade han med Pablo Picasso och gjorde väggutsmyckningar baserade på teckningar av Picasso, bland annat i Y-blokka, intill Høyblokka i regeringskvarteret i Oslo. Några år in på 1960-talet diskuterade de skulpturprojekt i betong med uppskalning av maquetter som Picasso gjort redan från 1950-talet och framåt. Nesjar hade förhört sig i sin hemkommun i Norge, men Larviks kommun var inte intresserad.

Genom en tillfällighet träffades Bengt Olson och Carl Nesjar hösten 1964 utanför Paris i Frankrike, där bägge var bosatta. Bengt Olson hade redan 1958 tidigare sett en maquette av en Picassoskulptur i kartong i serien Les dames de Mougins från en bok med ett fotoreportage från Picassos ateljé och funderat över den. Picasso hade vid denna tidpunkt inte fått en monumentalskulptur uppförd. Han var beredd av skänka bort uppföranderätten till en skulptur, vilket ledde till en diskussion mellan Picasso, Nesjar och Olsson. Den senare kontaktade de styrande i sin födelsekommun Kristinehamn, vilken reagerade positivt. Ett fotomontage gjordes av skulpturen vid Vålöviken på Strandudden utanför Kristinehamn. Picasso godkände projektet genom en anteckning på bilden:
| ” | Oui, Picasso 7.7. 1964 | ” |

Skulpturen, som är den första betongskulpturen av Pablo Picasso i stor skala, och den hittills största i världen, består av en betongpelare, på vilken två flak i naturbetong på är fästade. Det större flaket, som visar Jaquelines ansikte i profil, är sex meter högt, fyra meter brett och väger fyra ton. Skulpturen har ristats genom sandblästring. Den invigdes midsommarafton 1965.